# Kirchberg SG
Kirchberg je obec na východě Švýcarska v kantonu St. Gallen. Žije zde přibližně 9 100 obyvatel.

## Geografie
Obec se nachází na severozápadě oblasti Toggenburg; na západě sousedí s kantonem Thurgau, na východě je ohraničena řekou Thur. Skládá se z centrálně položené obce Kirchberg na náhorní plošině, obce Gähwil na jihu a vesnice Bazenheid na terase nad řekou Thur, vesnic Müselbach a Dietschwil a osad Ötwil, Nuetenwil, Rupperswil, Bräägg, Schalkhusen, Wolfikon, Lütenriet, Buomberg, Tüfrüti, Bäbikon a Husen.
Sousedními obcemi jsou Rickenbach, Wilen, Sirnach a Fischingen v kantonu Thurgau a Mosnang, Lütisburg a Jonschwil v kantonu St. Gallen.

## Historie

Letecký pohled (1929)

Poblíž Unterbazenheidu se nachází možné hradiště z doby železné. Bazenheid je zmiňován v listině z let 778/789 a jméno Kilchberc se poprvé objevuje v roce 1222. Oblast, která byla od 8. století volně osídlena, obývali poddaní z kláštera St. Gallen, hrabata z Toggenburgu a také někteří svobodní lidé, kteří se v oblasti usadili trvale. Bylo identifikováno 17 hradů nižší šlechty, mimo jiné v Bazenheide a Ötwilu. Mezi klášterem v St. Gallenu a hrabaty z Toggenburgu, kteří měli své první rodové sídlo na Alt-Toggenburgu, probíhal mocenský boj o kolonizaci poddanými. V roce 1445 se v obci odehrála bitva u Kirchbergu. V roce 1468 byla celá obec převedena koupí na knížete-opata ze St. Gallenu, který jednotlivé dvory přiřadil ke dvorům ve Schwarzenbachu a Bazenheidu a svobodné ke svobodnému dvoru v Thurlindenu. V roce 1803 vznikla politická obec a místní samospráva obce, která od roku 1831 do roku 2002 patřila do okresu Alttoggenburg.
V roce 1215 je poprvé zmiňován kostel v Kirchbergu, který původně spadal pod Rickenbach, ale později se stal samostatnou farností. V roce 1359 byla farnost Kirchberg začleněna do kláštera St. Gallen, přičemž samotný Rickenbach se objevuje jako filiálka Kirchbergu. Reformace v roce 1527 byla úspěšná jen krátce, většina obyvatel se v roce 1531 vrátila ke katolicismu. Od roku 1541 do roku 1954, tedy až do postavení reformovaného kostela, byl původní kostel využíván oběma vyznáními. Od roku 1559 do roku 1856 tvořili reformovaní z Kirchbergu farnost společně s Lütisburgem. V roce 1764 se Gähwil a v roce 1900 Bazenheid staly samostatnými katolickými farnostmi. V roce 1784 zničil požár kostel a 40 budov v obci Kirchberg, načež zde Johann Ferdinand Beer postavil barokní farní a poutní kostel svatého Petra a Pavla. Další požár vesnice Kirchberg postihl v roce 1863.

## Obyvatelstvo

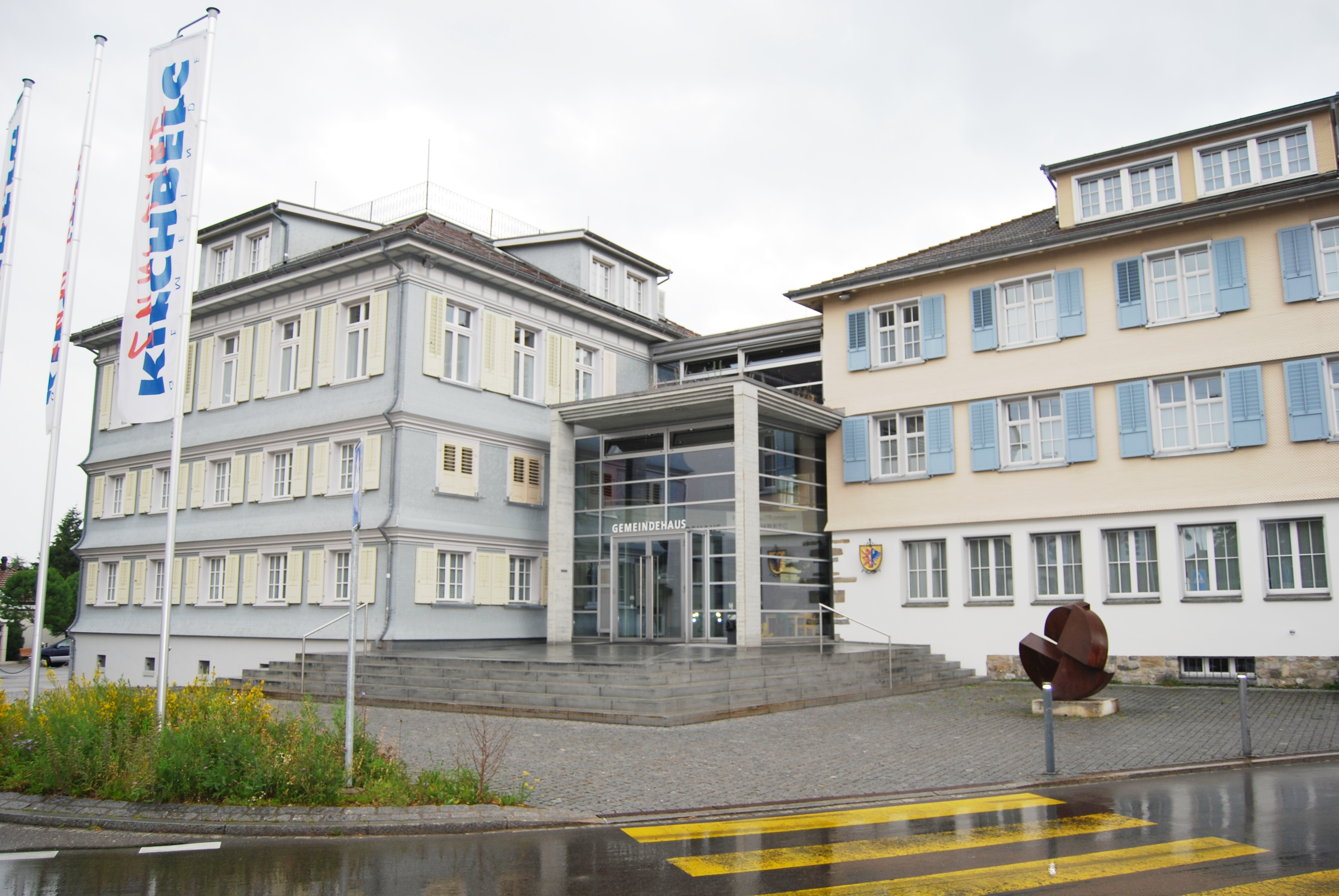
Obecní úřad

| Vývoj počtu obyvatel | Vývoj počtu obyvatel | Vývoj počtu obyvatel | Vývoj počtu obyvatel | Vývoj počtu obyvatel | Vývoj počtu obyvatel | Vývoj počtu obyvatel | Vývoj počtu obyvatel | Vývoj počtu obyvatel |
| -------------------- | -------------------- | -------------------- | -------------------- | -------------------- | -------------------- | -------------------- | -------------------- | -------------------- |
| Rok                  | 1827                 | 1850                 | 1900                 | 1950                 | 1980                 | 2000                 | 2010                 | 2019                 |
| Počet obyvatel       | 2550                 | 4194                 | 5025                 | 5619                 | 6398                 | 7904                 | 8149                 | 9100                 |

## Hospodářství
Většina zemědělců se vyšívání věnovala jako vedlejšímu oboru. Po roce 1800 došlo k rozmachu výroby bavlny. V letech 1897–1914 byla v obci Kirchberg vyšívací škola. Ve 30. letech 20. století však domácí vyšívání ustalo. Jako součást širší oblasti Wilu zažil Kirchberg po roce 1960 průmyslový a obchodní rozmach. V roce 2000 byla přibližně polovina pracovní síly zaměstnána v druhém hospodářském sektoru a třetina v sektoru služeb. Naopak počet zemědělských podniků od té doby klesl z více než 400 na 170. V současné době je Kirchberg součástí regionu Wil. Přesto má Kirchberg stále největší počet hospodářských zvířat v kantonu St. Gallen.

## Doprava
Územím obce prochází železniční trať Wil – Bazenheid – Wattwil, provozovaná Švýcarskými spolkovými drahami (SBB), a je také obsluhována autobusovými linkami. Obchvat Bazenheidu byl dokončen v roce 2009. Obec přímo sousedí s dálničním přivaděčem k dálnici A1 ve Wilu.